# Донациан Шалонский
Донациан (IV век) — святой епископ Шалонский. День памяти — 7 августа.
Святой Донациан был вторым епископом Шалонским, вслед за святым Меммием. Он был участником собора в Сардике (343 год), где подписал акты собора.
В Римском мартирологе так сообщается о святом Донациане: «À Châlons en Champagne, au IVe siècle, saint Donatien, évêque».